# 木土
木土（1364年—1433年5月13日），字养民，又字育民，号培元，纳西族名阿初阿土（A-ch'u A-t'u），丽江第九代土司，官拜丽江知府。
木土是木初的长子。1416年，木初告老辞职，木土继承土司之位。根据丽江民间的传说，木土是一位仁慈而且敬神的君主，百姓都很服从他。1419年（永乐十七年），木土亲自前往燕京朝贡。1420年，木土正式受封为丽江土司，明成祖颁勅令一道，令宣不令调。1423年，遣木弥、杨仲礼前往燕京朝贡，再次请封。明成祖册封木土为中顺大夫、丽江知府，封其妻高氏护为恭人。
1428年（宣德三年），木奎（阿亏）多次进犯石门关。木土率兵擒之，并修建了大量道路和渡口。1433年征服掠峭村，并击退入侵宝山州阿日县的永宁盗贼。同年逝世，子木森嗣位。
1440年，因子木森战功，木土被追封为太中大夫，其妻高氏护追封淑人。

## 家族
- 父：木初
- 母：阿室撒

- 妻：阿室甫（高氏护，鹤庆土知府高仲之女）

- 子：
  - 木森（阿土阿地）
  - 木仲
  - 木义
  - 木昌
  - 木恕
  - 木苴
  - 木挥
- 女：
  - 木氏斋（阿争，嫁兰州知州罗熙）
  - 木氏满（嫁剑川图千户赵玦）
  - 木氏才（嫁通安州千夫长阿昌）